# NGC 2714
NGC 2714 é uma galáxia elíptica (E) localizada na direcção da constelação de Carina. Possui uma declinação de -59° 13' 03" e uma ascensão recta de 8 horas, 53 minutos e 29,8 segundos.
A galáxia NGC 2714 foi descoberta em 4 de Fevereiro de 1835 por John Herschel.